# La Serra de Guilanyà
La Serra de Guilanyà és una masia situada al municipi de Navès, a la comarca catalana del Solsonès. Es troba en una zona de geologia oligocena.